# 160 TCN
Năm 160 TCN là một năm trong lịch Julius. 